# Гаудия-вайшнавское богословие
Гаудия-вайшнавское богословие или кришнаитское богословие — богословие индуистской традиции гаудия-вайшнавизма. Базой гаудия-вайшнавского богословия являются «Бхагавадгита», «Бхагавата-пурана», а также такие ведийские писания, как Упанишады.
Внутри индуизма, кришнаиты принадлежат к богословской традиции Мадхвы «Брахма-сампрадае», — одной из четырёх ортодоксальных вайшнавских сампрадай. Учение кришнаитов имеет ряд особенностей, которые позволили им выделиться в отдельную ветвь этой традиции, «Брахмамадхва-гаудия-сампрадаю», с собственным истолкованием «тройной основы» веданты — Упанишад, «Бхагавад-гиты» и «Веданта-сутр». В философско-богословском отношении, гаудия-вайшнавизм — это наиболее поздняя самостоятельная школа теистической веданты, завершающая ряд, начало которому положила основанная Рамануджей школа вишишта-адвайты.
Оформление кришнаитского богословия было начато в XVI веке такими последователями Чайтаньи, как Рупа Госвами, Санатана Госвами и Джива Госвами. Последний из них выступил автором монументального труда «Шат-сандарбхи», который можно считать «суммой богословия гаудия-вайшнавизма». Формирование богословской доктрины гаудия-вайшнавизма завершил в XVIII веке Баладева Видьябхушана. Это позволило последователям Чайтаньи окончательно определить свою позицию по отношению к другим философско-религиозным учениям.

## Священные писания
В гаудия-вайшнавизме признаётся авторитет всех основных священных писаний индуизма: Вед, Брахман, Араньяк, Упанишад, а также Пуран и индуистских эпосов «Махабхараты» и «Рамаяны». Основное внимание кришнаиты уделяют «Бхагавад-гите» и «Бхагавата-пуране», так как в этих писаниях подчеркивается монотеизм и примат бхакти. «Бхагавата-пурана» почитается кришнаитами как самая важная из Пуран, которая представляет собой естественный комментарий к «Веданта-сутрам». Из ведийских текстов канона шрути особое внимание уделяется изучению «Ишопанишад» — одной из главных теистических Упанишад.
Из произведений авторства ближайших последователей Чайтаньи, к основным канонам духовной литературы кришнаитов принадлежат: агиографии «Чайтанья-чаритамрита» и «Чайтанья-бхагавата», описывающие жизнь и учение Чайтаньи Махапрабху; «Бхакти-расамрита-синдху» — изложение учения Чайтаньи, написанное одним из его ближайших учеников Рупой Госвами; «Упадешамрита» — другой труд авторства Рупы Госвами.

## История
Оформление кришнаитского богословия было начато в XVI веке такими последователями Чайтаньи, как Рупа Госвами, Санатана Госвами и Джива Госвами. Последний из них выступил автором монументального труда «Шат-сандарбхи», который можно считать «суммой богословия гаудия-вайшнавизма».
Главным священным текстом кришнаитов является «Бхагавата-пурана», в которой утверждается, что её автор, ведийский мудрец Вьяса, решил написать её, поскольку был неудовлетворён тем, что в остальных ведийских текстах не было подробно изложено учение о бхакти. Вьяса также пожелал выразить в одной книге сокровенную суть всех Вед.
Значение «Бхагавата-пураны» в гаудия-вайшнавизме столь велико, что ни Чайтанья, ни его последователи не считали нужным специально писать комментарии к «Веданта-сутрам» и другим текстам «тройной основы» (прастхана-траи) — Упанишадам и «Бхагавад-гите», как это было принято в ведантических школах. Сама «Бхагавата-пурана» и была для них «естественным» комментарием к «Веданта-сутрам». Однако в начале XVIII века, когда последователями некоторых других школ аутентичность бенгальских вайшнавов была поставлена под сомнение, Баладева Видьябхушана написал «Говинда-бхашью» — подробный комментарий к «Веданта-сутрам», а также комментарии к «Бхагавад-гите» и главным Упанишадам, благодаря чему школа последователей Чайтаньи была окончательно признана ведантической. После этого на основе «Говинда-бхашьи» Баладева написал небольшое сочинение «Прамея-ратнавали», в котором обосновал девять прамей, или основных догматических положений:
1. Вишну есть высшая реальность
2. о Вишну говорится во всех Ведах
3. мир реален
4. мир и Бог не есть одно и то же
5. живые существа (дживы) реальны
6. живые существа стоят на разном уровне в служении Богу
7. освобождение (мукти) есть обретение прибежища у стоп Бога
8. освобождение достигается бескорыстным преданным служением (амала-бхакти) Богу
9. есть три источника знания — пратьякша, анумана и шабда

Трудами Баладевы Видьябхушаны завершилось формирование богословской доктрины гаудия-вайшнавизма, что позволило последователям Чайтаньи окончательно определить свою позицию по отношению к другим философско-религиозным учениям.
Главным объектом полемики, которую Баладева Видьябхушана вёл в своих трудах, была адвайта-веданта Шанкары и его последователей. Подобно предыдущим вайшнавским ачарьям, Баладева опроверг те положения учения Шанкары, в которых утверждается иллюзорность мира и тождественность индивидуального «Я» атмана с бескачественным и безличным Брахманом. Согласно Шанкаре, в Брахмане нет никаких различий, нет причин и следствий. Мнение о мире как о реальности, представления о Творце мироздания, восприятие множественности, различенности живых существ возникают лишь под действием майи. Для подтверждения этих положений Шанкара привлёк тексты «Веданта-сутр» и Упанишад. Однако Баладева Видьябхушана путём анализа этих текстов и сопоставления их между собой показал неправомерность выводов Шанкары, указав на то, что ни Упанишады, ни «Веданта-сутры» не дают никаких оснований утверждать абсолютный монизм. Упанишады и другие священные тексты содержат утверждения различного характера. Одни из них действительно можно рассматривать как подтверждение абсолютного единства Бога, живых существ и мира, но другие совершенно недвусмысленно указывают на различия между ними. Вслед за Дживой Госвами, Вишванатхой Чакраварти и другими своими предшественниками, Баладева Видьябхушана сделал вывод о том, что верны и те и другие утверждения. А это значило, что Бог, мир и существа одновременно и едины и различны между собой. В стремлении избежать противоречивости, Шанкара построил свою доктрину лишь на одной из сторон оппозиции, отбросив вторую. Согласно Баладеве Видьябхушане, если признавать, что шабда-прамана, священные писания — это совершенный источник знания о Абсолюте, то необходимо принять обе стороны, что избавляет от апорий, неизбежно порождаемых доктриной адвайта-веданты.
Таким образом была окончательно сформулирована доктрина о непостижимо единой и множественной в одно и то же время сущности (ачинтья-бхеда-абхеда-таттва-вада). Абсолют делим (бхеда) и неделим (а-бхеда) в одно и то же время. Для человеческого разума это непостижимо (ачинтья). Найти разрешение этого противоречия можно лишь в духовной сфере.
Доктрина ачинтья-бхеда-абхеды выступила естественным завершением исторического развития теизма бхакти. Рамануджа согласился с Шанкарой в том, что Абсолют един, но в противовес адвайте ввёл концепцию личностного разнообразия в этом единстве. Позднее, Мадхва выступил основоположником двайты, сформулировав вечный дуализм Всевышнего и дживы, который сохраняется даже после достижения мокши. Чайтанья, в свою очередь, определил, что Всевышний и дживы «непостижимым образом одновременно едины и отличны друг от друга».

## Бог и живые существа

### Брахман, Параматма и Бхагаван
В вайшнавском богословии, Бог не безличен и не бескачественен, но Он — Бхагаван, высшая личность, обладающая бесчисленными духовными качествами и являющаяся воплощением всебытия, всезнания и всеблаженства. В соответствии с кришнаитским богословием, Кришна является сваям-бхагаваном, — «Верховной Личностью Бога» и Высшей Абсолютной Истиной. Выделяются три основные ипостаси Кришны:
- Брахман — единая, неделимая, безличная энергия Кришны; духовная субстанция, являющаяся основой мироздания;
- Параматма — всепронизывающий, вездесущий и всеведущий Дух, в виде которого Кришна пребывает в сердце каждого живого существа и в каждом атоме Вселенной;
- Бхагаван — Кришна как Верховная Личность Бога, считается наивысшей ипостасью Абсолюта сваям-бхагаваном.

Эти три гносеологических аспекта соответствуют трём онтологическим уровням Высшей реальности: сат (бытие), чит (знание) и ананда (блаженство), которые открываются ищущему в зависимости от характера его стремлений. Обретаются они разными путями: джнани, философы, стремящиеся постичь Брахман, обретают вечное бытие (сат), йоги, медитирующие на Параматму в своём сердце, достигают совершенного знания (чит), а бхакты, то есть те, кто посвящает себя любовному преданному служению Бхагавану, обретают блаженство (ананду).

### Шесть главных достояний Кришны
Существует шесть главных достояний Кришны, которые называют бхага:
1. айшварья (богатство)
2. вирья (могущество)
3. яшах (слава)
4. шри (красота)
5. джнана (знание)
6. вайрагья (отречённость)

Все эти качества Кришны наиболее полно проявлены в Бхагаване, который включает в себя Параматму и Брахман и является наивысшей формой Бога. Хотя Бхагаван один, он распространяет себя в бесчисленное множество форм. Кришна является изначальной и верховной формой Бога, сваям-бхагаваном — все вышеупомянутые качества присущи Кришне от природы и проявлены в нём в максимальной степени. Никто не может сравняться с Кришной или превзойти его в чём бы то ни было.

### Духовная форма Кришны и её аспекты
Сварупа, или духовная форма Кришны, проявляется в трёх основных аспектах или категориях:
- Сваям-рупа — изначальная духовная форма, самопроявленная и не от чего независимая, она включает в себя все другие формы Кришны. В своём изначальном образе сваям-рупы, Кришна вечно обитает как пастушок в своей духовной обители Голоке и в той же форме является во Вриндаване, где проводит свои духовные игры на земле.
- Тад-экатма-рупа — по своей сущности тождественна сваям-рупе, но отличается от неё внешностью и совершаемыми деяниями. Такие формы Кришны, как Нараяна и Васудева относятся к тад-экатма-рупе.
- Сваям-пракаша или авеша-рупа — это великие души, воплощающие в себе такие качества, как шакти, джнана и бхакти.

### Аватары
Различного рода аватары Кришны, нисходящие в этот мир с целью выполнения определённой миссии, могут принадлежать к любой из вышеупомянутых категорий. Каждая из аватар существует вечно на одной из бесчисленных планет духовного мира Вайкунтхи. Аватары Кришны делятся на шесть категорий:
- Пуруша-аватары — это Каранодакашаи Вишну (или Маха-Вишну), Гарбходакашаи Вишну и Кширодакашаи Вишну. Это непосредственные воплощения Кришны, которые принадлежат к категории тад-экатма-рупа и во всём следуют воле Кришны. Маха-Вишну возлежит на водах океана Карана («причинного океана») и проявляется в своих частичных воплощениях Гарбходашаи-Вишну и Кширодашаи-Вишну. Они являются источником таких аватар, как Рама и Нарасимха. Кришна — это сваям-бхагаван, источник пуруша-аватар. Хотя Кришна занимает главенствующее положение, он благодаря своему непостижимому могуществу нисходит в материальный мир, чтобы стать сыном Нанды.
- Гуна-аватары — это Брахма, Вишну и Шива. Кришна полностью трансцендентен к материальному творению и не принимает в нём прямого участия. Творение, поддержание и разрушение материальных Вселенных осуществляется пуруша-аватарами (Маха-Вишну, Гарбходакашаи Вишну и Кширодакашаи Вишну) и гуна-аватарами. Брахма и Шива — это воплощения Кришны в образе всегда готовых служить ему преданных. Однако хранитель вселенной, Вишну, неотличен от самого Кришны[6][неавторитетный источник]. По воле Кришны, Брахма творит, Шива уничтожает, а сам Кришна в своём вечном образе Вишну хранит мироздание. Кришна — всесильный повелитель этих трёх гуна-аватар.
- Лила-аватары — Кришна нисходит в материальный мир в образе лила-аватар с целью совершения своих духовных игр.
- Манвантара-аватары — воплощения Кришны, нисходящие в период правления каждого Ману.
- Юга-аватары — аватары, нисходящие на эту планету в каждой из четырёх исторических эпох.
- Шактьявеша-аватары — живые существа, наделённые Кришной особыми полномочиями.

### Самбандха, абхидхея и прайоджана
Самбандха, абхидхея и прайоджана — это три ключевые понятия в гаудия-вайшнавском богословии. Самбандха-джнана означает знание о взаимоотношениях между Всевышним Господом Кришной, его энергиями (шакти) и дживами. Соответственно, самбандха-джнана включает в себя знание о трёх таттвах или истинах: Кришна-таттве, шакти-таттве и джива-таттве.
Говорится, что дживу связывают с Кришной вечные взаимоотношения. Информация об этих взаимоотношениях называется самбандхой. Понимание дживой этих взаимоотношений и последующее действие на основе этого понимания называется абхидхея. Достижение премы, или чистой любви к Кришне, и возвращение в духовный мир, в общество Кришны и его спутников — это конечная цель жизни, которая называется прайоджана.

### Три категории энергий Кришны
Кришна обладает многообразными энергиями, которые делятся на три основные категории:

#### Антаранга-шакти
Антаранга-шакти — внутренняя, духовная энергия Кришны, у которой есть несколько синонимичных названий: йога-майя, пара-шакти, сварупа-шакти и чит-шакти. В отличие от материи, антаранга-шакти обладает полным сознанием (чинмайя), поэтому также называется чит-шакти. Поскольку она непосредственно связана с Кришной, то называется антаранга. Антаранга-шакти проявляет духовный мир — планеты Вайкунтхи, где жизнь вечна, полна знания и блаженства, где Кришна правит в своих бесчисленных формах как Нараяна, Рама, Нарасимха и т. д. Наивысшей планетой Вайкунтхи является духовная планета Голока Вриндавана — обитель Кришны, в которой проходят его вечные духовные игры, называемые апраката-лила. Когда Кришна нисходит в материальный мир с целью привлечь к себе обусловленные дживы, он являет свои вечные игры и одновременно выполняет миссию по спасению бхакт и убийству демонов. Эти игры Кришны называют праката-лилой. Место, где происходят эти земные игры Кришны, называется праката-дхамой и считается точной копией Голоки Вриндаваны на земле.
Антаранга-шакти в свою очередь состоит из трёх шакти: сандхини, самвит и хладини. Как и качества Парабрахмана сат-чит-ананда (вечное бытие, знание и блаженство), все три шакти (сандхини, самвит и хладини) всегда существуют вместе. В зависимости от функциональной особенности, возможно некоторое преобладание одной из них. Однако, также как и три гуны материальной природы (саттва, раджас и тамас), они не разделяются и все вместе представляют один тип энергии Кришны.
- Сандхини представляет вечное бытие Кришны.
- Самвит представляет трансцендентное знание, которое проявляется как два аспекта самопознания (атма-видьи): джнана — знание о себе самом (онтология) и джнана-правартака — знание о том, как обрести это знание (гносеология). Познание Кришны возможно только с помощью атма-видьи. Не познав самого себя как вечную душу, исполненную вечного бытия, знания и блаженства, невозможно познать Всевышнего, Кришну.
- Хладини представляет энергию наслаждения, с помощью которой Кришна наслаждается любовными отношениями со своими вечными спутниками. Кришна (ананда-чинмайя-раса) — источник вечного наслаждения. Если кто-то ищет счастья, то на самом деле он ищет Кришну. Без Кришны любые попытки обрести счастье обречены на провал. Каждое живое существо связано с Кришной вечными любовными отношениями, которые являются индивидуальными и сокровенными. Не восстановив их, невозможно обрести вечное бытие, истинное знание и настоящее счастье. Кришна наслаждается посредством хладини-шакти, и все его спутники в духовном мире Голоке (вплоть до мельчайшего насекомого, камня или травинки) наслаждаются вместе с ним. Осознание этого относится к предмету самого сокровенного знания, которое называется гухья-видья. Гухья-видья — это духовное знание, которое проявляется в двух аспектах: бхакти и в том, чем способна бхакти одарить индивидуума.

#### Татастха-шакти
Татастха-шакти или кшетрагья-шакти — пограничная, промежуточная энергия Кришны. Тата означает «берег», а стха — «разделять». Татастха-шакти подобна кромке берега, разделяющего океан и сушу. Эта энергия включает в себя все дживы, которые в обусловленном состоянии ведут упорную борьбу с материальной энергией (с умом и чувствами). Дживы являются неотъемлемыми частицами Кришны и по своей природе духовны и вечны. Их изначальное и естественное положение есть служение с любовью и преданностью Кришне. Существует бесконечное множество джив и все они наделены свободой воли. Их служение Кришне не являться подневольным, а основывается на свободе и любви.
Будучи одновременно едиными и различными с Кришной, дживы разделяются на два типа: вечно освобождённые (нитья-сиддха) и вечно обусловленные (нитья-бадха), подверженные влиянию материальной природы. В «Бхагавад-гите» (15.16) эти две категории джив описываются как кшара и акшара. Акшара — это вечно свободные дживы, которые всегда живут с Кришной в духовном мире, тогда как кшара находятся в материальном мире и обусловлены действием материальной энергии бахиранга-шакти. Попав в материальный мир, падшие дживы забыли о Боге, о своих взаимоотношениях с Ним и преданном служении Ему, в котором заключено их истинное, высшее, духовное счастье. Отождествляя себя с временными материальными телами, дживы находятся в рабстве майи и вращаются в круговороте самсары, испытывая страдания от рождения, старости, болезней и других беспокойств, вызываемых материальной природой.
Дживы, хотя они качественно равны Богу, по невежеству попадают под влияние материальной энергии и испытывают всевозможные материальные страдания. Иначе говоря, живые существа расположены в пограничной энергии, занимая промежуточное положение между духовной и материальной энергиями, и пропорционально тому, в какой степени джива соприкасается с материальной или духовной энергиями, она находится, соответственно, на более высоком или более низком уровнях существования.
Кришна, присутствующий в материальном мире в форме Параматмы (Сверхдуши), не испытывает на себе влияние майи. Часто приводится пример солнца и мельчайших частиц его света. Как солнце не может быть покрыто облаками, так и майе не под силу одолеть Кришну. Облака покрывают только обозримый участок неба, вследствие чего в пасмурную погоду нет возможности увидеть солнце, но они не покрывают само солнце. Подобно этому, материальная энергия покрывает дживу, вследствие чего у неё возникает иллюзорное ощущение отделённости от Кришны и она не способна узреть Кришну.
В Параматме полностью проявляется внутренняя энергия Кришны антаранга-шакти, которая лишь в незначительной степени проявляется в дживе. Если бы джива полностью принадлежала к антаранга-шакти, то есть была бы внутри Параматмы, тогда майя не могла бы повлиять на неё. С другой стороны, если бы джива находилась внутри майи, тогда она не могла бы контактировать с антаранга-шакти и у неё не было бы шанса осознать Кришну. Этот предмет подробно описан в «Параматма-сандарбхе» — труде средневекового кришнаитского богослова Дживы Госвами.

#### Бахиранга-шакти
Бахиранга-шакти (апара-шакти или маха-майя) — это внешняя, материальная энергия Кришны, проявляющая материальный космос — место обитания обусловленных душ. Она также известна как майя или маха-майя и состоит из трёх гун, качеств: благости, страсти и невежества (саттвы, раджаса и тамаса). Сам Кришна никогда не соприкасается с материальной энергией, поэтому её называют бахиранга, «внешней» или «отделённой». Даже приходя в материальный мир, Кришна остаётся Богом и не поддаётся влиянию низшей материальной энергии. Кришна приходит в материальный мир с целью привлечь к Себе дживы, томящиеся в нём, и указать им путь к мокше. Материальный мир зависит от Кришны и не может существовать без него. Однако майя создаёт иллюзию независимости существования. Под её влиянием дживы считают себя независимыми от Кришны. Материальный мир рассматривается как искажённое отражение изначального вечного духовного мира.

### Мантра Харе Кришна
Согласно кришнаитскому богословию, у Бога существует множество имён. Повторение и воспевание имён Бога (киртан или джапа) является основной духовной практикой, основным методом бхакти-йоги в эту историческую эпоху Кали-югу. Для повторения прежде всего рекомендуется мантра «Харе Кришна»: «Харе Кришна Харе Кришна Кришна Кришна Харе Харе Харе Рама Харе Рама Рама Рама Харе Харе». О важности повторения этой мантры говорится в таких ведийских и пуранических текстах, как «Калисантарана-упанишада» и «Брихаднарадия-пурана». Считается, что обращаясь к святым именам Бога, из которых состоит мантра, человек входит в контакт с Богом во всей Его полноте. Согласно кришнаитскому богословию, в имени Кришна присутствует сам Кришна со всеми его атрибутами, в имени Рама — все аватары, в имени Хара, которое представляет собой звательный падеж одного из имён Радхи — все шакти. Не существует никаких строгих правил для повторения мантры Харе Кришна — её можно повторять всегда и везде.

## Гаудия-вайшнавизм и другие направления вайшнавизма
Можно выделить несколько основных особенностей в богословии гаудия-вайшнавизма, выделяющих эту традицию среди других течений внутри вайшнавизма:
- «учение о непостижимо-единораздельном сущем» (ачинтья-бхедабхеда-таттва-вада);
- представление о бхакти не только как о средстве, но также как о цели духовного пути;
- почитание Кришны (а не Вишну или Нараяны) в качестве изначальной ипостаси Бога и источника всех аватар;
- опора на «Бхагавата-пурану» как на основной священный текст и попытка создать учение практически целиком на её основе;
- культ Радхи и поклонение Радхе и Кришне вместе как Радха-Кришне;
- культ Чайтаньи, который почитается кришнаитами в качестве воплощения Радхи и Кришны.

### Учение о непостижимо-единораздельном сущем
Исторически в индуизме существуют две противостоящие друг другу философии относительно взаимоотношений живых существ с Богом. Школы адвайта преподают монистическую концепцию, объявляя что «индивидуальная душа и Бог едины и неотличимы», в то время как школы двайта выдвигают дуалистический аргумент — «индивидуальная душа всегда отлична от Бога». Философия ачинтьи-бхеды-абхеды объединила в себе элементы обеих точек зрения. Учение Чайтаньи и его последователей есть учение о непостижимо единой и множественной в одно и то же время сущности (ачинтья-бхеда-абхеда-таттва-вада). Абсолют делим (бхеда) и неделим (а-бхеда) в одно и то же время. Для человеческого разума это непостижимо (ачинтья). Найти разрешение этого противоречия можно лишь в духовной сфере.

### Бхакти как средство и цель духовного пути
Бхакти, или «преданное служение Кришне», является наилучшим методом достижения совершенства и возвращения к Богу. В богословии гаудия-вайшнавизма бхакти является одновременно и средством и конечной целью. Считается, что достигнув совершенства в бхакти, человек достигает совершенства выполнения обязанностей по отношению ко всем живым существам в материальном мире. Бхакти представляет собой всеобъемлющий процесс. Другие методы духовного осознания, такие как джнана, йога и карма, рассматриваются как составные части бхакти, или как вспомогательные процессы, приводящие индивидуума на путь бхакти. Например, совершенством джнана-йоги считается знание «Бхагавад-гиты» и «Шримад-Бхагаватам». А карма-йога понимается или как деятельность, выполняемая непосредственно как служение Кришне, или как бескорыстное исполнение своих профессиональных, гражданских и прочих обязанностей.
Совершенством жизни является достижение према-бхакти, или служения Кришне в чистой любви, свободное от всякого стремления к чувственному удовлетворению.

### Почитание Кришны как верховной формы Бога
В гаудия-вайшнавизме Кришна считается изначальной формой Бога, источником Вишну и всех аватар, а не аватарой Вишну. Такое понимание, в частности, основывается на «Бхагавата-пуране». Эта богословская концепция разделяется последователями нимбарка-сампрадаи и валлабха-сампрадаи, но не принимается Рамануджа и Мадхва сампрадаями, в которых Вишну поклоняются как источнику всех аватар. Кришна в этих традициях рассматривается как наиболее полная аватара Вишну. В гаудия-вайшнавизме Радха рассматривается как вечная возлюбленная Кришны, как его женская форма — источник всех других женских ипостасей Бога, таких как Лакшми и Сита.
Кришнаитский богослов Джива Госвами (один из Шести Госвами Вриндаваны) в своём труде «Кришна-сандарбха» приводит ряд цитат из разных писаний, в которых доказывается положение Кришны как Верховной Личности Бога. Он также обсуждает лилы и качества Кришны, а также его аватары и другие экспансии. В данной Сандарбхе также содержится описание Голоки, — вечной духовной планеты Кришны, которая соответствует Вриндавану в этом материальной мире, Джива Госвами описывает спутников Кришны и их экспансии, в частности он описывает пасту́шек гопи и наиболее возвышенное положение, которое занимает среди них Радха.

### «Бхагавата-пурана» как основной священный текст
Принципиальной особенностью гаудия-вайшнавизма, которая предваряет все другие, является принятие «Бхагавата-пураны» как основного священного текста. Как отмечает С. К. Дэ, другие школы, начиная с школы Мадхвы, также частично основывались на этом тексте, который пользовался огромным авторитетом в течение всего периода индийского средневековья, но кришнаитские мыслители сделали это со всей решительностью, благодаря чему их учение рассматривается как завершённая систематизация учения «Бхагавата-пураны».
Уникальной чертой гаудия-вайшнавизма, отличающей его от других вайшнавских школ, является также учение о бхакти-расе. Оно было создано Чайтаньей на основе «Бхагавата-пураны», а потом развито его последователями, интерпретировавшими его в терминах традиционной индийской поэтики. На основе учения о бхакти-расе, кришнаитские мыслители развили религиозную практику, ядром которой выступило не ритуальное храмовое поклонение, как в других вайшнавских сампрадаях, а коллективное пение имён Бога (санкиртана).

### Культ Радхи и поклонение Радха-Кришне
В кришнаитском богословии Кришна выступает как изначальная ипостась Бога, а Радха — как его вечная возлюбленная девушка-пасту́шка гопи. По отношению к Кришне, Радха рассматривается как верховная богиня, контролирующая Кришну силой своей любви. Описывается, что Кришна настолько прекрасен, что покоряет своей красотой весь мир, но Радха очаровывает даже его и поэтому занимает более возвышенное положение.
В «Шримад-Бхагаватам» описывается, как Кришна покинул всех других гопи в танце раса и отправился на поиски Радхи. Согласно кришнаитскому богословию, имя и личность Радхи одновременно проявляются и скрываются в тексте «Шримад-Бхагаватам», описывающем это событие. Последователи гаудия-вайшнавизма считают Радху не просто девушкой-пастушкой, но изначальной женской ипостасью Бога, источником всех гопи, участвующих в танце раса и других лилах.

### Поклонение Чайтанье
Чайтанья Махапрабху считается последней аватарой Кришны снизошедшей в нашу эпоху, Кали-югу. Он рассматривается как Кришна в умонастроении Радхи, как совместная аватара Кришны и его женской ипостаси — Радхи. В других сампрадаях Чайтанью считают великим преданным Кришны, святым, но не признают его как самого Кришну или как аватару Кришны. Как повествуют различные биографии Чайтаньи, он никогда не объявлял себя Богом публично и не любил, когда кто-то называл его Богом. Однако близкие спутники Чайтаньи верили в его божественность, и в биографиях Чайтаньи есть описания случаев когда он являлся своим ученикам в образе самого Кришны и его аватар. При своей первой встрече с Чайтаньей, Рупа Госвами составил следующую молитву, в которой объявил о том, что Чайтанья был самим Кришной:
О самое милостивое воплощение Господа! Ты — Сам Господь Кришна, явившийся как Чайтанья Махапрабху. Кожа Твоя золотистого цвета как у Шримати Радхарани, и ты щедро раздаешь чистую любовь к Кришне. Мы выражаем Тебе своё почтение.
В подтверждение божественности Чайтаньи Махапрабху кришнаиты приводят различные выдержки из Вед и Пуран. Одним из мест из священных писаний индуизма, где по мению кришнаитских богословов был предсказан приход Чайтаньи, является текст из «Атхарва-веды», в котором Вишну говорит следующее:
Через четыре-пять тысяч лет от начала Кали-юги, Я низойду на Землю как Гауранга — святой брахмана с кожей золотистого цвета. Я приму рождение в деревне на берегу Ганги и прославлюсь как идеальный санньяси, проявив все Мои трансцендентные качества, включая высший пример отречённости и полную свободу от материальных желаний. В форме Господа Гауранги, Я проявлю все тридцать два телесных признака великой личности. Я стану Своим Собственным последователем, очень продвинутым в бхакти-йоге. Я буду учить поклонению Самому Себе как Господу Кришне путём воспевания Моих собственных Святых имён и наслаждаться сладостью поклонения Самому Себе. Только Мои самые близкие преданные смогут постичь Меня.